# Sipacate
Sipacate es un municipio del departamento de Escuintla, en la República de Guatemala, que fue creado el 14 de octubre de 2015. Se trata de un pueblo turístico ubicado en la costa del océano Pacífico de Guatemala. Se encuentra ubicado a unos 36 km al oeste de Puerto San José. Es un destino vacacional que promueve el deporte del surf. Al encontrarse ubicado prácticamente en el centro de la costa del país, suele ser un punto bastante problemático y propenso a la amenaza de tormentas tropicales y fenómenos atmosféricos de dicha índole.
El Parque nacional Sipacate-Naranjo que se caracteriza por poseer, además de playas, bosques de mangle y lagunas; se ubica al este del municipio.

## Arqueología
Algunos asentamientos tempranos fueron documentados en Sipacate, especialmente relacionados con la horticultura. 
En resumen, los sedimentos muestreados en la localidad de Sipacate parecen documentar dos olas distintas de deforestación asociadas con la horticultura temprana. Los primeros comenzaron poco después de 3500 cal B.C. e involucraron múltiples episodios de tala de bosques en los próximos 800 años. El segundo comenzó después de 1700 cal B.C. 

## Geografía física

### Clima
La cabecera municipal de Sipacate tiene clima tropical (Clasificación de Köppen: Aw).
| Parámetros climáticos promedio de Sipacate | Parámetros climáticos promedio de Sipacate | Parámetros climáticos promedio de Sipacate | Parámetros climáticos promedio de Sipacate | Parámetros climáticos promedio de Sipacate | Parámetros climáticos promedio de Sipacate | Parámetros climáticos promedio de Sipacate | Parámetros climáticos promedio de Sipacate | Parámetros climáticos promedio de Sipacate | Parámetros climáticos promedio de Sipacate | Parámetros climáticos promedio de Sipacate | Parámetros climáticos promedio de Sipacate | Parámetros climáticos promedio de Sipacate | Parámetros climáticos promedio de Sipacate |
| Mes                                        | Ene.                                       | Feb.                                       | Mar.                                       | Abr.                                       | May.                                       | Jun.                                       | Jul.                                       | Ago.                                       | Sep.                                       | Oct.                                       | Nov.                                       | Dic.                                       | Anual                                      |
| ------------------------------------------ | ------------------------------------------ | ------------------------------------------ | ------------------------------------------ | ------------------------------------------ | ------------------------------------------ | ------------------------------------------ | ------------------------------------------ | ------------------------------------------ | ------------------------------------------ | ------------------------------------------ | ------------------------------------------ | ------------------------------------------ | ------------------------------------------ |
| Temp. máx. media (°C)                      | 32.5                                       | 33.1                                       | 33.7                                       | 34.2                                       | 33.5                                       | 32.1                                       | 32.4                                       | 32.7                                       | 32.0                                       | 31.8                                       | 32.3                                       | 32.6                                       | 32.7                                       |
| Temp. media (°C)                           | 26.0                                       | 26.6                                       | 27.5                                       | 28.6                                       | 27.7                                       | 27.7                                       | 27.7                                       | 27.5                                       | 27.0                                       | 27.1                                       | 26.7                                       | 18.7                                       | 26.6                                       |
| Temp. mín. media (°C)                      | 19.5                                       | 20.1                                       | 21.4                                       | 23.0                                       | 23.7                                       | 23.4                                       | 23.0                                       | 22.8                                       | 23.0                                       | 22.2                                       | 21.9                                       | 20.8                                       | 22.1                                       |
| Precipitación total (mm)                   | 2                                          | 1                                          | 9                                          | 44                                         | 166                                        | 274                                        | 242                                        | 224                                        | 287                                        | 275                                        | 43                                         | 4                                          | 1571                                       |
| Fuente: Climate-Data.org                   |                                            |                                            |                                            |                                            |                                            |                                            |                                            |                                            |                                            |                                            |                                            |                                            |                                            |

### Ubicación geográfica
Sipacate está en el departamento de Escuintla, y se encuentra rodeado por municipios del mismo y por el océano Pacífico.
- Norte: La Gomera
- Sur: Océano Pacífico
- Este: Puerto San José
- Oeste: La Gomera[4]

|                         | Norte: La Gomera     | Nordeste: La Democracia |
| Oeste: Nueva Concepción |                      | Este: Puerto San José   |
|                         | Sur: Océano Pacífico |                         |

## Gobierno municipal
Los municipios se encuentran regulados en diversas leyes de la República, que establecen su forma de organización, lo relativo a la conformación de sus órganos administrativos y los tributos destinados para los mismos.  Aunque se trata de entidades autónomas, se encuentran sujetas a la legislación nacional. Las principales leyes que rigen a los municipios en Guatemala desde 1985 son:
| N.º | Ley                                                | Descripción |
| --- | -------------------------------------------------- | --- |
| 1   | Constitución Política de la República de Guatemala | Tiene una regulación legal específica para los municipios en los artículos 253 al 262. |
| 2   | Ley Electoral y de Partidos Políticos              | Ley de carácter constitucional aplicable a los municipios en el tema de la conformación de sus autoridades electas. |
| 3   | Código Municipal                                   | Decreto 12-2002 del Congreso de la República de Guatemala. Tiene la categoría de ley ordinaria y contiene preceptos generales aplicables a todos los municipios, e inclusive contiene legislación referente a la creación de los municipios.             |
| 4   | Ley de Servicio Municipal                          | Decreto 1-87 del Congreso de la República de Guatemala. Regula las relaciones entra la municipalidad y los servidores públicos en materia laboral. Tiene su base constitucional en el artículo 262 de la constitución que ordena la emisión de la misma. |
| 5   | Ley General de Descentralización                   | Decreto 14-2002 del Congreso de la República de Guatemala. Regula el deber constitucional del Estado, y por ende del municipio, de promover y aplicar la descentralización y desconcentración económica y administrativa.                                |

El gobierno de los municipios de Guatemala está a cargo de un Concejo Municipal mientras que el código municipal —que tiene carácter de ley ordinaria y contiene disposiciones que se aplican a todos los municipios de Guatemala— establece que «el concejo municipal es el órgano colegiado superior de deliberación y de decisión de los asuntos municipales […] y tiene su sede en la circunscripción de la cabecera municipal». Por último, el artículo 33 del mencionado código establece que «[le] corresponde con exclusividad al concejo municipal el ejercicio del gobierno del municipio».
El concejo municipal se integra con el alcalde, los síndicos y concejales, electos directamente por sufragio universal y secreto para un período de cuatro años, pudiendo ser reelectos.
Existen también las Alcaldías Auxiliares, los Comités Comunitarios de Desarrollo (COCODE), el Comité Municipal del Desarrollo (COMUDE), las asociaciones culturales y las comisiones de trabajo. Los alcaldes auxiliares son elegidos por las comunidades de acuerdo a sus principios, valores, procedimientos y tradiciones, estos se reúnen con el alcalde municipal el primer domingo de cada mes. Los Comités Comunitarios de Desarrollo y el Consejo Municipal de Desarrollo tiene como función organizar y facilitar la participación de las comunidades priorizando necesidades y problemas.

## Personas notables
Tránsito Montepeque - Exfutbolista guatemalteco